# Erythrolamprus reginae
Erythrolamprus reginae – gatunek niejadowitego węża z rodziny połozowatych (Colubridae). Występuje w północnej i środkowej Ameryce Południowej, na wschód od Andów.  Prowadzi dzienny i zmierzchowy, ziemno-wodny tryb życia.

## Systematyka
Takson ten po raz pierwszy zgodnie nazewnictwa binominalnego opisał w 1758 roku szwedzki przyrodnik Karol Linneusz w 10. wydaniu swego dzieła Systema naturae per regna tria naturae, secundum classes, ordines, genera, species, cum characteribus, differentiis, synonymis, locis. Autor nadał wężowi nazwę Coluber Reginae, a jako miejsce typowe błędnie wskazał „Indiis” (Indie). Lektotyp NHR Lin-45 to osobnik o długości 200–250 mm. W 2012 roku w wyniku badań filogenetycznych Grazziotin ze współpracownikami stwierdzili, że gatunek ten należy do rodzaju Erythrolamprus i jest najbliżej spokrewniony z nibykoralówką Eskulapa (Erythrolamprus aesculapii), Erythrolamprus miliaris i Erythrolamprus mimus.
Obecnie nie wyróżnia się podgatunków. Dwa taksony uznawane dawniej za podgatunki Erythrolamprus reginae – E. zweifeli i E. macrosomus – zostały podniesione do rangi osobnych gatunków, a trzeci – semilineata – został w 2019 roku zsynonimizowany z E. reginae.

### Etymologia
- Erythrolamprus: gr. μίμος mimos „czerwony”[8]; λαμπρος lampros „błyszczący, świecący, lśniący”[9].
- reginae:  łac. reginae  „królowa”[4].

## Morfologia
Jest to mały wąż o krótkiej, oliwkowozielonej od góry i żółtej od spodu głowie, która jest tylko niewiele szersza od szyi, o czarnych źrenicach oraz brązowych od góry i ciemnobrązowych w pozostałej części tęczówkach. Ubarwienie części grzbietowej jest oliwkowobrązowe lub ciemnoczerwonobrązowe z lekko zaznaczonymi czarnymi plamkami, które w górnych partiach ciała łączą się w podłużne pasy lepiej widoczne w stronę ogona. Dolne części ciała są żółtawobiałe lub jasnożółte z czarnymi tarczkami brzusznymi, które czasami tworzą paski, a czasami szachownice. Gatunek ten jest najbardziej podobny do Erythrolamprus typhlus, od którego różni się występowaniem wzoru czarnej szachownicy na brzuchu oraz do Erythrolamprus lamonae, od którego różni się posiadaniem mniejszej liczby czarnych tarczek brzusznych.
Wymiary:
|                          | Samiec   | Samica   |
| Długość całkowita (mm)   | 368      | –        |
| Długość SVL (mm)         | 297      | –        |
| Długość TL (mm)          | 71       | –        |
| Łuski grzbietowe (rzędy) | 17/17/15 | 17/17/15 |
| Tarczki brzuszne         | 131–162  | 125–164  |
| Tarczki podogonowe       | 56–84    | 54–96    |

## Występowanie
Erythrolamprus reginae występuje w północnej i środkowej Ameryce Południowej, na wschód od Andów – w Ekwadorze, Kolumbii, Wenezueli, Gujanie Francuskiej, Brazylii, Peru, Boliwii, Trynidadzie, północnej Gujanie, Paragwaju i północnej Argentynie, od poziomu morza do wysokości 3000 m n.p.m. W Ekwadorze odnotowano go w prowincjach Tungurahua, Napo, Sucumbíos, Pastaza, Orellana i Morona Santiago.

## Ekologia i zachowanie
Gatunek ten występuje w tropikalnych lasach Amazonii i wybrzeży Atlantyku, także na terenach działalności człowieka. Prowadzi dzienny i zmierzchowy, lądowy i wodny tryb życia. Żeruje w ciągu dnia lub o zmierzchu na obszarach wilgotnych, w strumieniach, w zbiornikach wodnych oraz w lasach pierwotnych i wtórnych. Dieta składa się głównie z płazów bezogonowych (m.in. rodzajów Rhinella, Physalaemus, Adenomera, Leptodactylus i Colostethus), a czasami z jaszczurek. W lęgu od trzech do sześciu jaj.

## Status
W Czerwonej księdze gatunków zagrożonych IUCN Erythrolamprus reginae jest klasyfikowany jako gatunek najmniejszej troski (LC, ang. Least Concern). Trend populacji jest określany jako stabilny. Gatunek ten jest opisywany jako pospolity.